# Frédéric Fisbach
 (janvier 2013).
Si vous disposez d'ouvrages ou d'articles de référence ou si vous connaissez des sites web de qualité traitant du thème abordé ici, merci de compléter l'article en donnant les références utiles à sa vérifiabilité et en les liant à la section « Notes et références ».
Frédéric Fisbach, né à Paris en 1966, est un metteur en scène français de théâtre et d'opéra. Il est également comédien et réalisateur.

## Biographie
Frédéric Fisbach commence le théâtre à quatorze ans, il passe par la rue Blanche et entre au conservatoire national supérieur d'art dramatique où il suit l'enseignement de Madeleine Marion et Pierre Vial.
En 1992, il crée sa première mise en scène au Théâtre Gérard-Philipe de Saint-Denis, Les Aventures d'Abou et Maïmouna dans la lune d'après Bernard-Marie Koltès. À la suite de ce spectacle il fonde sa compagnie l'Ensemble Atopique et devient artiste associé de la scène nationale d'Aubusson. Il y travaille sur des spectacles itinérants, joués dans des lieux non théâtraux (café, gymnase, grange, école, lieux d'exposition). Avec ces spectacles il expérimente des travaux transversaux entre amateurs et professionnels, entre disciplines artistiques (théâtre, danse, musique, arts plastiques).
En 1995, il met en scène L'annonce faite à Marie de Paul Claudel, le spectacle est repris aux Amandiers de Nanterre. Le travail sur la langue de Claudel va avoir une influence déterminante, dès lors sa recherche s'articule autour "d'une poétique de la scène" liée à un travail qui envisage la parole d'un point de vue musicale. "Faire de la musique avec la voix parlée".
Lauréat de la villa Medicis hors les murs en 1999, il séjourne au Japon, découvre les arts traditionnels de la scène et rencontre l'auteur dramatique Oriza Hirata, dont il mettra en scène Tokyo Notes (2000) et Gens de Séoul (2006).
De 2000 à 2002, Frédéric Fisbach est artiste associé au Quartz de Brest, il crée Les Paravents de Jean Genet avec la compagnie de marionnettistes traditionnels japonais Youkiza et Bérénice de Racine avec le chorégraphe Bernardo Montet. En 2002 il prend la succession d'Alain Ollivier à la direction du Studio-Théâtre de Vitry sur Seine.
De 2006 à 2009, il est nommé avec Robert Cantarella à la direction pour le préfiguration et l'ouverture du Cent Quatre, lieux de créations et de résidences d'artistes à Paris.
Frédéric Fisbach participe à la création d'opéras contemporains, Forerver Valley de Gérard Pesson, Kyrielle du sentiments des choses de François Sarhan, Shadowtime de Brian Ferneyhough.
En 2006, il réalise à Tokyo son premier long métrage La Pluie des prunes, Mostra de Venise 2007, Festival Tout écran de Genève 2007 (prix du meilleur film).
À l'invitation de Vincent Baudriller et Hortense Archambault, il est artiste associé du Festival d'Avignon en 2007. Pour la cour d'honneur il propose une installation, performance de trois jours et trois nuits où il convie le public à des conférences, ateliers de pratiques théâtrales et la représentation de Les Feuillets d'Hypnos de René Char.
En 2010, il crée The Descendents of the eunuq admiral de l'auteur singapourien Kuo Pao Kun à Tokyo.

## Théâtre

### Comédien
- 1991 : Bête style de Pier Paolo Pasolini, mise en scène Stanislas Nordey
- 1991 : Joë Bousquet-Rue de Verdun de Viviane Théophilidès, mise en scène de l'auteur, Rencontres d'été de la Chartreuse de Villeneuve-lès-Avignon
- 1992 : La Légende de Siegfried m.e.s Stanislas Nordey, Théâtre de Sartrouville
- 1993 : Ambulance de Gregory Motton, mise en scène Antoine Caubet
- 1993 : Calderon de Pier Paolo Pasolini, mise en scène Stanislas Nordey
- 1994 : Pylade de Pier Paolo Pasolini, mise en scène Stanislas Nordey, Le Quartz, Théâtre Gérard-Philipe
- 1994 : Vole mon dragon d'Hervé Guibert, mise en scène Stanislas Nordey, Rencontres d'été de la Chartreuse de Villeneuve-lès-Avignon, Théâtre de la Bastille
- 1995 : Ambulance de Gregory Motton, mise en scène Antoine Caubet, Théâtre Gérard-Philipe, Théâtre des Bernardines
- 1995 : Splendid's de Jean Genet, mise en scène Stanislas Nordey, Théâtre Nanterre-Amandiers
- 1995 : Ciment de Heiner Müller, mise en scène Stanislas Nordey, Théâtre Nanterre-Amandiers
- 1995 : Le songe d'une nuit d'été de William Shakespeare, mise en scène Stanislas Nordey, Théâtre Nanterre-Amandiers, Théâtre national de Bretagne
- 1996 : Un étrange voyage de Nazim Hikmet, mise en scène Stanislas Nordey, Espace Malraux Chambéry, Théâtre de la Ville
- 1996 : Tout est bien qui finit bien de William Shakespeare, mise en scène Jean-Pierre Vincent, Théâtre Nanterre-Amandiers
- 1998 : L'île des morts/le gardien de tombeau d'August Strindberg et Franz Kafka, mise en scène Frédéric Fisbach, Studio théâtre de Vitry sur Seine
- 2005 : Hippolyte de Robert Garnier, mise en scène Robert Cantarella, Théâtre Dijon-Bourgogne
- 2007 : Hippolyte de Robert Garnier, mise en scène Robert Cantarella, Festival d'Avignon
- 2008 : Hippolyte de Robert Garnier, mise en scène Robert Cantarella, Festival d'Almada Portugal
- 2009 : Phèdre de Racine, mise en scène Frédéric Fisbach, Cent Quatre
- 2010 : Images latentes de Joana Hadjithomas et Khalil Joreige, performance Fondation Ricard, Paris
- 2012 : Hippolyte de Robert Garnier, mise en scène Robert Cantarella, Scène nationale Évreux-Louviers

### Metteur en scène
- 1992 : Les Aventures d'Abou et Maïmouna dans la lune, Théâtre Gérard-Philipe
- 1994 : Une planche et une ampoule de Frédéric Fisbach, Scène nationale Aubusson, Théâtre Nanterre-Amandiers
- 1996 : L’Annonce faite à Marie de Paul Claudel, Scène nationale d'Aubusson, Théâtre Nanterre-Amandiers
- 1997 : Un avenir qui commence tout de suite de Vladimir Maïakovski, Théâtre Les Fédérés
- 1998 : Tokyo Notes de Oriza Hirata, mise en voix, Théâtre Gérard-Philipe
- 1999 : À trois de Barry Hall, Scène nationale Aubusson
- 1999 : L'Île des morts, Le Gardien de tombeau d'après August Strindberg et Franz Kafka, Studio-Théâtre Vitry-sur-Seine
- 1999 : Nous, les héros de Jean-Luc Lagarce, Toga Spring Festival Toga, Agora Theatre Tokyo
- 2000 : Tokyo Notes de Oriza Hirata, Le Quartz, Parc de la Villette
- 2001 : Bérénice de Racine, codirigé avec Bernardo Montet, Le Quartz, Théâtre de la Bastille, Festival d'Avignon
- 2002 : Les Paravents de Jean Genet, Le Quartz, Théâtre national de la Colline, Setagaya Public Theatre Tokyo, Festival de Salzbourg, Festival de Berlin
- 2002 : L’Annonce faite à Marie de Paul Claudel, Studio-Théâtre Vitry-sur-Seine
- 2003 : Agrippina d'après le livret de l'opéra de Haendel, Studio-Théâtre Vitry-sur-Seine
- 2003 : Dors mon petit enfant de Jon Fosse, Comédie de Reims
- 2003 : Cendres et lampions de Noëlle Renaude, Théâtre Gérard-Philipe
- 2004 : L'Illusion comique de Corneille, Festival d'Avignon, Odéon-Théâtre de l'Europe, Studio-Théâtre Vitry-sur-Seine
- 2005 : Animal de Roland Fichet, Théâtre Vidy-Lausanne, Théâtre national de la Colline, Théâtre Dijon-Bourgogne, Théâtre national de Bretagne
- 2006 : Gens de Séoul de Oriza Hirata, Setagaya Public Theatre Tokyo, Festival d'Avignon
- 2007 : Les Feuillets d'Hypnos de René Char, Festival d'Avignon
- 2007 : Les Paravents de Jean Genet Festival d'Avignon, Berlin
- 2010 : Phèdre de Racine, Cent Quatre
- 2010 : The descendents of the eunuq admiral de Kuo Pao Kun, Setagaya Public Theatre, Tokyo, Eurocaz, Croatie, Festival de Spoleto, Italie
- 2010 : Mademoiselle Julie d'August Strindberg, SPAC-Shizuoka Performing Arts Center Shizuoka
- 2011 : Mademoiselle Julie d'August Strindberg, Festival d'Avignon
- 2013 : Elisabeth ou L'équité, d'après la pièce de théâtre éponyme d'Éric Reinhardt publiée conjointement (novembre 2013), mise en scène de Frédéric Fisbach ; scénographie, lumières, costumes Laurent P. Berger ; production Théâtre du Rond-Point ; avec Valérie Blanchon (Carine Vallette, l'avocate), Anne Consigny (Elisabeth Basilico), Madalina Constantin (Bénédicte, Lynn), et al., Paris, Théâtre du Rond-Point, novembre 2013[1]

## Opéras
- 2000 : Forever Valley, opéra d'après le roman de Marie Redonnet, musique Gérard Pesson, Théâtre Nanterre-Amandiers
- 2003 : Agrippina de Haendel, direction Jean-Claude Malgoire, Théâtre de Saint-Quentin-en-Yvelines
- 2003 : Kyrielle du sentiment des choses opéra de Jacques Roubaud, musique François Sarhan, Festival d’Aix-en-Provence, Théâtre national de la Colline
- 2004 : Shadowtime de Brian Ferneyhough, livret Charles Bernstein, Biennale de Munich, Festival d'Automne, Théâtre Nanterre-Amandiers, Festival du Lincoln Center, New-York, Ruhr Triennale

## Réalisateur
- 2007 : La Pluie des prunes[2], téléfilm, scénario écrit avec Anne-Louise Trividic - Mostra de Venise sélection Venice Days[3] - Diffusion ARTE -

## Distinctions
- 2002 : Young Director Award - Festival de Salzbourg pour Les Paravents
- 2007 : Prix du meilleur film - Festival du film de Genève - pour La Pluie des prunes